# ساناند
ساناند (به انگلیسی: Sanand) یک منطقهٔ مسکونی در هند است که در Sanand Taluka واقع شده‌است. ساناند ۴۱٬۵۳۰ نفر جمعیت دارد و ۳۸ متر بالاتر از سطح دریا واقع شده‌است.